# Farès Bousnina
Farès Bousnina (arabisch فارس بوسنينة; * 13. Februar 2006 in Marseille) ist ein tunesisch-französischer Fußballspieler, der aktuell beim OGC Nizza in der Ligue 1 unter Vertrag steht.

## Karriere

### Verein
Bousnina begann seine fußballerische Karriere im Oktober 2011 beim EFC Seynois, östlich seines Geburtsorts Marseille. Nach fast acht Jahren wechselte er zum lokalen FC Gardia, wo er zwei Jahre lang spielte, ehe er in das Ausbildungszentrum des OGC Nizza wechselte. Dort kam er direkt 2021/22 zu seinem ersten Spielen und Toren für die B-Junioren und einem Pokaleinsatz für das U19-Team. In der Saison 2022/23 spielte er für beide Mannschaften, konnte jedoch nur bei den U17-Junioren Tore erzielen. Daraufhin gab es Interesse von Girondins Bordeaux und Sampdoria Genua, wobei erstgenannter Klub ihn beinahe verpflichtete. Zur Spielzeit 2023/24 war er nur noch für die A-Junioren spielberechtigt und lief dort nur dreimal auf, wobei er einmal traf. In seiner letzten Juniorensaison 2024/25 konnte er sich bei dem U19-Team durchsetzen und traf elfmal als Stammspieler. Zudem feierte Bousnina am 12. Dezember 2024 (6. Spieltag) sein Profidebüt, als er in der UEFA Europa League bei einer 1:2-Niederlage gegen die Royale Union Saint-Gilloise in der Nachspielzeit eingewechselt wurde. Ende Januar 2025 folgte sein einziger weiterer Profieinsatz der Saison, ebenfalls in der Europa League.

### Nationalmannschaft
Nach drei Einsätzen für die französische U16-Nationalmannschaft im November 2021, wurde Bousnina im Zuge des U20-Afrika-Cups 2025 für die tunesische U20-Nationalmannschaft nominiert.